# Império Russo (micronação)
Império Russo ou Rússia Imperial é uma micronação modelista lusófona, situada na Eurásia e América do Norte, fundada em 2009. É uma monarquia autocrática inspirada no Império Russo.

## História
Fundada em 27 de março de 2009 como um Grão-Ducado, foi elevada a Império em 02 de julho de 2012. Em 01 de julho de 2017, depois de um período de inatividade, o Império foi restaurado pelo Grão-Duque Vladimir Rurikovich Volkoff, que tomou para si a Coroa Imperial como Vladimir I, "Czar e Autocrata de Todas as Rússias".